# 平城理科大学
平城理科大学（ピョンソンりかだいがく）は、1967年に設立された北朝鮮の大学である。平壌直轄市恩情区域に位置する。学生数は約4000人である。

## 学部構成
理工系学部・学科だけで構成されている。
- 数学部
  - 情報数学科
  - 応用数学科
- 数学力学部
- 物理学部
  - 熱物理学科
  - 理論物理学科
  - 固体物理学科
  - 光学科
- 化学部
- 生物学部
  - 生化学科
  - 分子生物学科
  - 一般遺伝科
  - 分子遺伝科
  - 細胞遺伝科
  - 生物物理科
  - 統計遺伝科
  - 生物情報学科
- 電子科学部
  - 情報通信学科
  - 操縦学科
  - 装置学科
- 電子計算技術部
- 機械工学部
  - 固体力学科
  - 流体力学科
  - 機械力学科
- 電気工学部